# Dijon
Dijon là thủ phủ của tỉnh Côte-d'Or, thuộc vùng hành chính Bourgogne-Franche-Comté, phía Đông nước Pháp, có dân số là 151 576 người (thời điểm 2008) và 250 516 người ở vùng mở rộng (2007).
Thành phố giữ lại nhiều nét kiến trúc của những giai đoạn chính trong thế kỉ qua, bao gồm Kapetinger, Gothic và Phục Hưng. Nhiều ngôi nhà trong trung tâm thành phố đã có từ thế kỷ XVIII.
Dijon là nơi tổ chức Hội chợ Ẩm thực Quốc tế diễn ra vào mùa thu hàng năm. Với hơn 500 người tham gia và 200.000 lượt khách tham dự mỗi năm, nó là một trong mười lễ hội quan trọng nhất ở Pháp. Dijon cũng là nơi bắt đầu lễ hội trưng bày hoa quốc tế Florissimo được tổ chức 3 năm một lần. Dijon còn nổi tiếng với loại mù tạt Dijon từ năm 1856, khi Jean Naigeon dùng nước quả chua (verjuice) thay cho giấm trong các công thức làm mù tạt truyền thống.
Trung tâm lịch sử của thành phố đã được công nhận từ ngày 7 tháng 4 năm 2015 là Di sản thế giới.

## Lịch sử
Những phát hiện khảo cổ cho thấy dấu vết của Dijon vào thời đại đồ đá mới. Dijon sau trở thành một vùng định cư của Đế quốc La Mã gọi là Divio, có nghĩa là "đài phun nước linh thiêng", tọa lạc trên con đường từ Lyon to Paris. Thánh Benignus, thánh quan thầy của thành phố, được cho là đã giới thiệu Thiên Chúa giáo cho người dân nơi đây.
Đây là nhà của dòng họ Dukes xứ Burgundy từ đâu thế kỷ XI đến cuối thế kỷ XV, và Dijon là một nơi giàu có, phồn thịnh, là một trong những trung tâm nghệ thuật, học tập và khoa học của châu Âu. Cung điện của dòng họ Dukes — Palais des Ducs — nay là Tòa thị chính một bảo tàng anghệ thuật.
Năm 1513, quân đội Hoàng gia Thụy Sĩ xâm chiếm Burgundy và bao vây Dijon, lúc ấy được bảo vệ dưới sự chỉ huy của tướng La Trimouille. Cuộc bao vây vô cùng bạo lực nhưng thành phố vẫn đứng vững. Sau nhiều cuộc đàm phán, Louis II de la Trémoille thuyết phục đội quân rút quân và trao trả ba con tin bị giam ở Thụy Sĩ. Trong cuộc vây hãm, người dân đã cầu nguyện vào Mẹ Maria và cho rằng thành công của thị trấn là một phép màu.
Dijon cũng từng bị chiếm đóng bởi liên minh chống Napoleon vào năm 1814, bởi quân Phổ 1870–71, và bởi Đức Quốc xã vào tháng 6 năm 1940, trong chiến tranh thế giới thứ hai, khi nó bị đánh bom bởi không lực Mĩ, trước khi được giải phóng nhờ quân đội Pháp, 11 tháng 10 năm 1944.

## Vị trí địa lý
Dijon là thủ phủ của vùng Bourgogne-Franche-Comté và tỉnh Côte-d'Or. Thành phố này nằm giữa một vùng châu thổ, nơi chảy qua và hội tụ của hai con sông Suzon (chảy qua miền bắc và miền nam) và sông Ouche ở miền nam thành phố. Phía Tây thành phố là những cánh đồng nho trải dài, là nơi cung cấp nguyên liệu cho việc sản xuất rượu vang nổi tiếng của vùng Bourgogne. Dijon cách thủ đô Paris 310 km về hướng đông nam, cách Genève 190 km về hướng tây bắc và cách Lyon 190 km về hướng bắc.
Thành phố này nằm tại ngã tư của tuyến đường sắt phía đông của nước Pháp, tuyến Paris-Lyon-Marseille và rẽ hướng tới các thành phố khác như Besançon, Belfort, Nancy và các nước như Thụy Sĩ, Ý. Giao thông thành phố là nút giao cắt của các đường cao tốc: A6 (cao tốc Mặt Trời), A31 (cao tốc Lorraine-Bourgogne), A36 (La Comtoise) và A39 (cao tốc xanh lá)..

## Khí hậu
Khí hậu Dijon mang tính chất hải dương và có xu hướng lục địa. Ảnh hưởng của biển được biểu hiện qua lượng mưa thường xuyên vào tất cả các mùa trong năm (mưa nhiều nhất vào mùa thu và ít nhất vào mùa hè), và với một thời tiết biến động. Ảnh hưởng của lục địa lại được biểu hiện bởi nhiệt độ trung bình hàng tháng cao bậc nhất nước Pháp (18°C, so với 15 °C ở Paris), với một mùa đông lạnh, và thường xuyên có các trận tuyết lở. Đồng thời mùa hè ở đây cũng nóng hơn so với các vùng ven biển. Cũng chính khí hậu lục địa làm cho hoạt động trồng nho ở vùng Côte-d'Or trở nên thuận lợi. Sương mù là hiện tượng thời tiết phổ biến ở Dijon.
Nhiệt độ trung bình thấp −1 °C (30 °F), với trung bình cao 4.2 °C (39.6 °F) trong mùa đông. Mức nhiệt trung bình cao vào mùa hẻ 25.3 °C (77.5 °F) và trung bình thấp khoảng 14.7 °C (58.5 °F). Nhiệt độ trung bình bình thường là 2.3 °C (36.1 °F) và 5.3 °C (41.5 °F) từ tháng 11 đến tháng 3, và 17.2 đến 19.7 °C (63.0 đến 67.5 °F) từ tháng 6 đến tháng 8.
| Dữ liệu khí hậu của Dijon (1981–2010)     | Dữ liệu khí hậu của Dijon (1981–2010) | Dữ liệu khí hậu của Dijon (1981–2010) | Dữ liệu khí hậu của Dijon (1981–2010) | Dữ liệu khí hậu của Dijon (1981–2010) | Dữ liệu khí hậu của Dijon (1981–2010) | Dữ liệu khí hậu của Dijon (1981–2010) | Dữ liệu khí hậu của Dijon (1981–2010) | Dữ liệu khí hậu của Dijon (1981–2010) | Dữ liệu khí hậu của Dijon (1981–2010) | Dữ liệu khí hậu của Dijon (1981–2010) | Dữ liệu khí hậu của Dijon (1981–2010) | Dữ liệu khí hậu của Dijon (1981–2010) | Dữ liệu khí hậu của Dijon (1981–2010) |
| Tháng                                     | 1                                     | 2                                     | 3                                     | 4                                     | 5                                     | 6                                     | 7                                     | 8                                     | 9                                     | 10                                    | 11                                    | 12                                    | Năm                                   |
| ----------------------------------------- | ------------------------------------- | ------------------------------------- | ------------------------------------- | ------------------------------------- | ------------------------------------- | ------------------------------------- | ------------------------------------- | ------------------------------------- | ------------------------------------- | ------------------------------------- | ------------------------------------- | ------------------------------------- | ------------------------------------- |
| Cao kỉ lục °C (°F)                        | 16.5 (61.7)                           | 19.9 (67.8)                           | 23.5 (74.3)                           | 29.0 (84.2)                           | 34.4 (93.9)                           | 36.0 (96.8)                           | 38.6 (101.5)                          | 39.3 (102.7)                          | 34.2 (93.6)                           | 28.3 (82.9)                           | 21.6 (70.9)                           | 17.5 (63.5)                           | 39.3 (102.7)                          |
| Trung bình ngày tối đa °C (°F)            | 4.8 (40.6)                            | 7.0 (44.6)                            | 11.8 (53.2)                           | 15.2 (59.4)                           | 19.5 (67.1)                           | 23.2 (73.8)                           | 26.1 (79.0)                           | 25.6 (78.1)                           | 21.2 (70.2)                           | 15.7 (60.3)                           | 9.2 (48.6)                            | 5.6 (42.1)                            | 15.4 (59.7)                           |
| Trung bình ngày °C (°F)                   | 2.0 (35.6)                            | 3.3 (37.9)                            | 7.1 (44.8)                            | 10.1 (50.2)                           | 14.3 (57.7)                           | 17.8 (64.0)                           | 20.3 (68.5)                           | 19.9 (67.8)                           | 16.0 (60.8)                           | 11.6 (52.9)                           | 6.0 (42.8)                            | 2.9 (37.2)                            | 10.9 (51.6)                           |
| Tối thiểu trung bình ngày °C (°F)         | −0.8 (30.6)                           | −0.4 (31.3)                           | 2.4 (36.3)                            | 4.9 (40.8)                            | 9.1 (48.4)                            | 12.3 (54.1)                           | 14.5 (58.1)                           | 14.3 (57.7)                           | 10.9 (51.6)                           | 7.4 (45.3)                            | 2.8 (37.0)                            | 0.3 (32.5)                            | 6.5 (43.7)                            |
| Thấp kỉ lục °C (°F)                       | −20.5 (−4.9)                          | −22.0 (−7.6)                          | −15.3 (4.5)                           | −5.3 (22.5)                           | −3.3 (26.1)                           | 0.8 (33.4)                            | 2.8 (37.0)                            | 4.3 (39.7)                            | −1.6 (29.1)                           | −4.9 (23.2)                           | −10.6 (12.9)                          | −20.8 (−5.4)                          | −22.0 (−7.6)                          |
| Lượng Giáng thủy trung bình mm (inches)   | 57.4 (2.26)                           | 43.8 (1.72)                           | 48.3 (1.90)                           | 58.2 (2.29)                           | 86.6 (3.41)                           | 68.1 (2.68)                           | 66.0 (2.60)                           | 60.1 (2.37)                           | 64.5 (2.54)                           | 70.9 (2.79)                           | 73.2 (2.88)                           | 63.4 (2.50)                           | 760.5 (29.94)                         |
| Số ngày giáng thủy trung bình             | 10.9                                  | 8.5                                   | 9.7                                   | 9.7                                   | 11.3                                  | 9.2                                   | 8.2                                   | 7.7                                   | 7.9                                   | 10.1                                  | 11.0                                  | 11.0                                  | 115.3                                 |
| Độ ẩm tương đối trung bình (%)            | 88                                    | 82                                    | 76                                    | 71                                    | 74                                    | 72                                    | 68                                    | 71                                    | 78                                    | 85                                    | 87                                    | 89                                    | 78.4                                  |
| Số giờ nắng trung bình tháng              | 63.9                                  | 94.4                                  | 151.3                                 | 185.4                                 | 212.3                                 | 239.1                                 | 248.3                                 | 233.6                                 | 181.3                                 | 117.2                                 | 67.8                                  | 54.2                                  | 1.848,8                               |
| Nguồn 1: Météo France                     |                                       |                                       |                                       |                                       |                                       |                                       |                                       |                                       |                                       |                                       |                                       |                                       |                                       |
| Nguồn 2: Infoclimat.fr (độ ẩm, 1961–1990) |                                       |                                       |                                       |                                       |                                       |                                       |                                       |                                       |                                       |                                       |                                       |                                       |                                       |

## Địa điểm tham quan

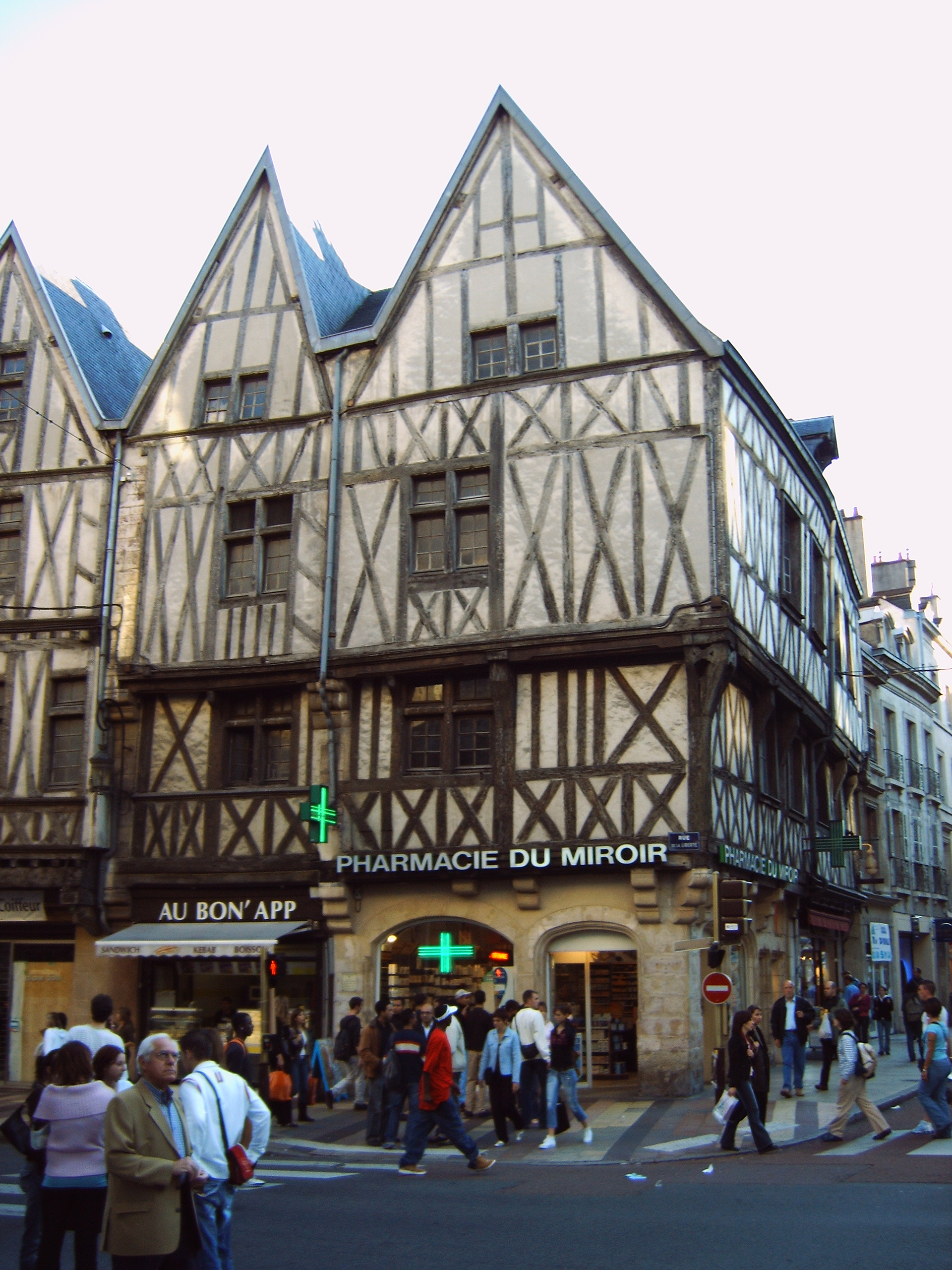
Một ngôi nhà cổ ở Dijon

Dijon có nhiều nhà thờ như nhà thờ Đức Bà Dijon, nhà thờ St. Philibert, St. Michel và Nhà thờ chính tòa Dijon, đồng thời giữ lại nhiều trường phái kiến trúc Capetian, Gothic và Renaissance. Có nhiều ngôi nhà có người ở đã được xây từ thời Trung Cổ với ba mái đặc trưng. Do thường tránh được sự phá hủy trong các cuộc chiến tranh như chiến tranh Pháp – Phổ và chiến tranh thế giới thứ hai mà Dijon vẫn giữ được những nét kiến trúc cổ từ thế kỉ XII đến thế kỉ XV như thế này.
Thành phố này cũng có nhiều bào tàng được mở, ví dụ như Bảo tàng Mỹ thuật Dijon (Musée des Beaux-Arts de Dijon) Musée des Beaux-Arts de Dijon là một phần của lâu đài dòng họ Duke với nhiều bộ sưu tập tác phẩm nghệ thuật của Châu Âu từ thời La Mã đến hiện tại.

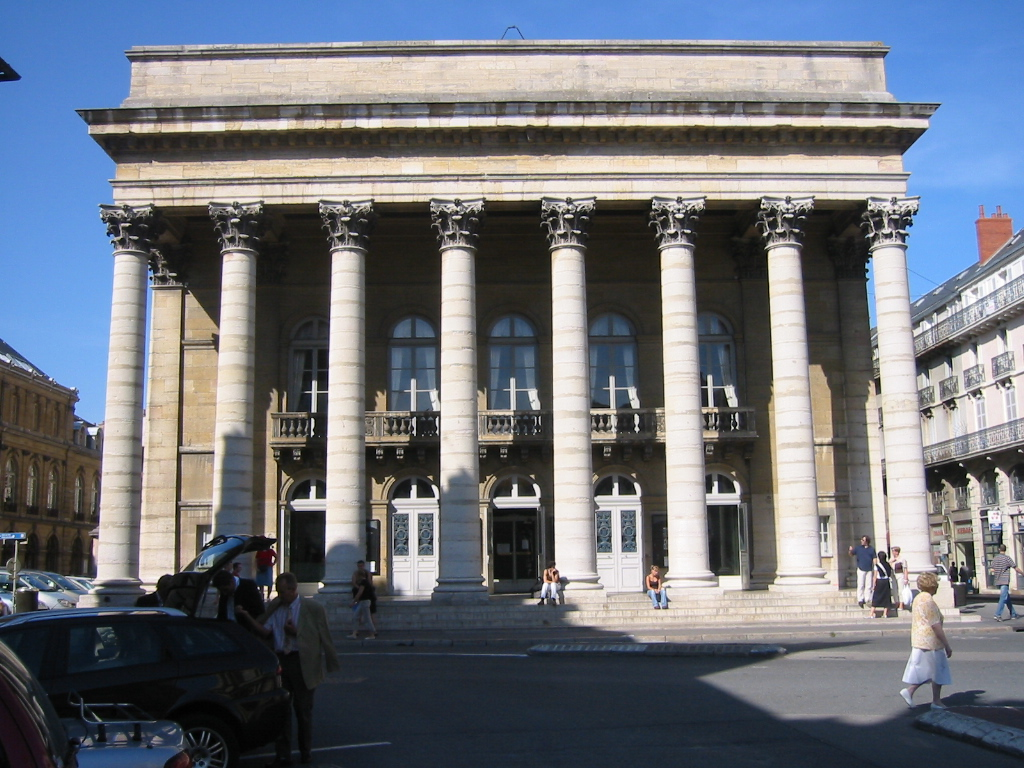
Nhà hát Lớn Dijon

Nhà thờ Đức Đà nổi tiếng bời cả nghệ thuật và kiến trúc Gothic đặc trưng bởi những ngọn tháp cao chót vót, cửa sổ và những mái vòm cầu kỳ của nó. Nhà thờ có 51 miệng máng xối, một vài trong số này giữ vai trò làm đài phun nước, đồng thời ở Phía trên lối vào được gắn cây đàn đại phong cầm ấn tượng và những ô cửa sổ kính màu cũng phủ kín khắp toàn bộ các bức tường. Ngoài ra, ở một bờ tường của nhà thờ có khắc một con cú bằng đá, được coi như một bùa may mắn, thành thử khách du lịch đến đây thường hay chạm vào con cú bằng tay trái để có được may mắn. Chính vì thế, bề mặt của nó giờ đã nhẵn bóng.
Nhà hát lớn Dijon, được xây năm 1828 và là một trong những nơi biểu diễn Opéra de Dijon, được coi là di tích lịch sử năm 1975. Nó được thiết kế bởi kiến trúc sư Jacques Cellerier (1742–1814) với kiến trúc tân cổ điển và phần bên trong mang hơi hướng nhà hát opera của Ý.

## Văn hóa

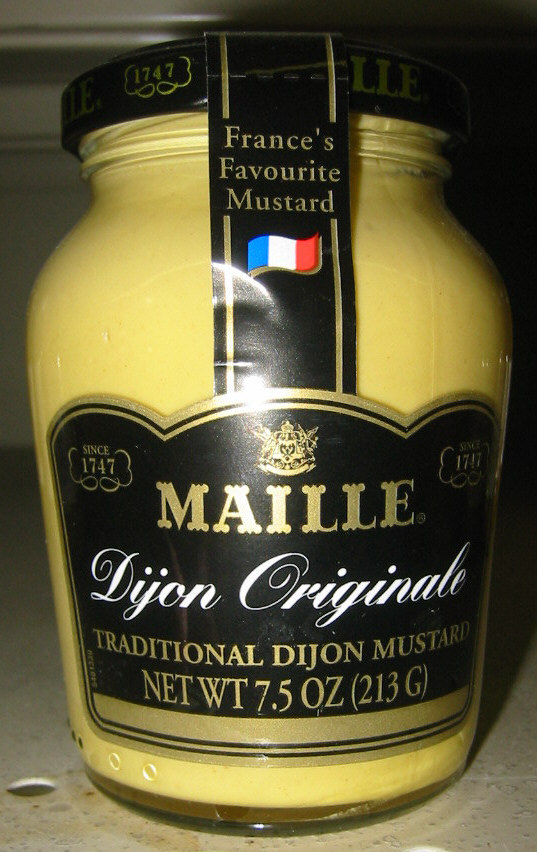
Một lọ mù tạt Dijon

Dijon là nơi tổ chức Hội chợ Ẩm thực Quốc tế diễn ra vào mùa thu hàng năm. Với hơn 500 cá nhân tham gia và 200 000 lượt khách tham dự mỗi năm, nó là một trong mười lễ hội quan trọng nhất ở Pháp. Dijon cũng là nơi bắt đầu lễ hội trưng bày hoa quốc tế Florissimo được tổ chức 3 năm một lần. Thành phố này cũng có nhiều bảo tàng như Musée des Beaux-Arts de Dijon, Musée Archéologique, Musée de la Vie Bourguignonne, Musée d'Art Sacré, và Musée Magnin. Nó có xấp xỉ 700 héc-ta công viên và khoảng xanh.
Mù tạt Dijon có từ năm 1856 khi Jean Naigeon dùng rượu chua làm bằng nho chua, một loại nước ép có tính axit chiết xuất từ những trái nho chưa chín, thay cho giấm trong cá loại mù tạt truyền thống. Nói chung, ngày nay mù tạt Dijon chứa rượu trắng. Hầu hết mù tạt Dijon (các hãng như Amora hay Maille) được sản xuất theo dây chuyền công nghiệp và hơn 90% hạt mù tạt sử dụng trong sản xuất được nhập khẩu chủ yếu từ Canada. Năm 2008, Unilever đóng cửa nhà máy mù tạt Amora ở Dijon.
Burgundy là nơi sản xuất rượu vang nổi tiếng thế giới với những vườn nho lớn như Vosne-Romanée và Gevrey-Chambertin, cách trung tâm thành phố khoảng 20 phút. Trường đại học của thành phố cũng có một cơ sở nghiên cứu rượu. Con đường từ Santenay đến Dijon được biết đến như "route des Grands Crus", nơi 8 trong số 10 loại rượu vang đắt nhất thế giới được sản xuất. Nơi đây còn được cho là đã khai sinh ra ngành Rượu vang học.

## Các thành phố kết nghĩa
Dijon là thành phố kết nghĩa với:
| - Cluj, Romania, từ 1965 - Dallas, Hoa Kỳ, từ 1957 - Mainz, Đức, từ 1958 - Opole, Phần Lan, từ 2003 - Pécs, Hungary, từ 1966 | - Reggio Emilia, Ý, từ 1963 - Skopje, Macedonia, từ 1961 - Volgograd, Nga, từ 1960 - York, Vương quốc Anh, từ 1953 - Toluca, Mexico, từ 2003 | - Białystok, Phần Lan - Koshigaya, Nhật Bản - Guimarães, Bồ Đào Nha - Nanchang, Trung Quốc |

## Những người con của thành phố

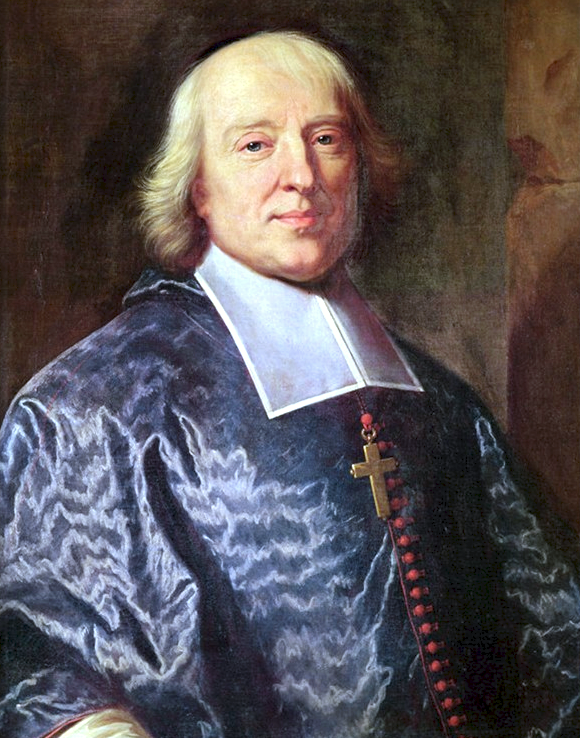
Jacques Bossuet
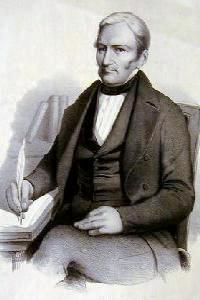
Étienne Cabet
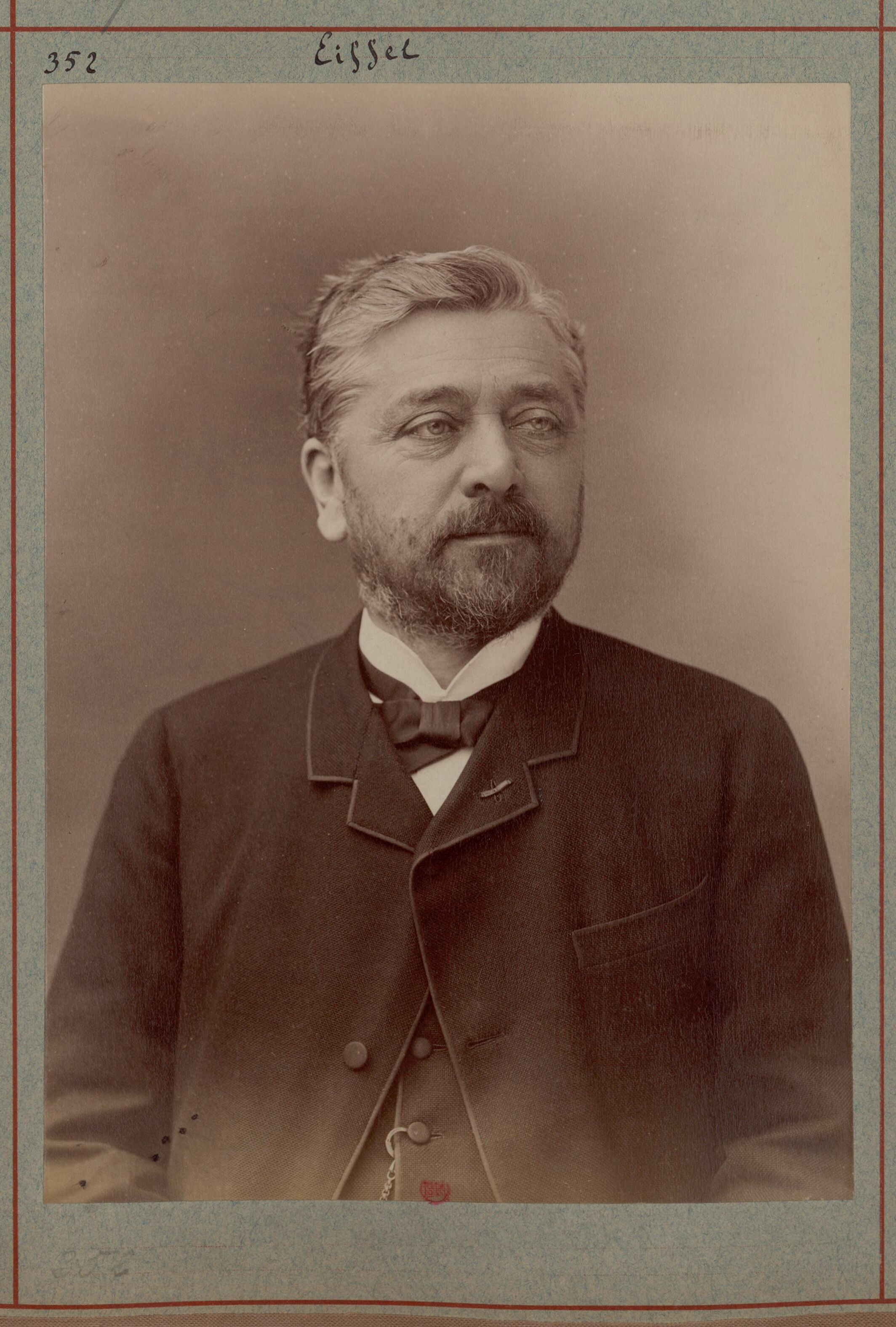
Gustave Eiffel
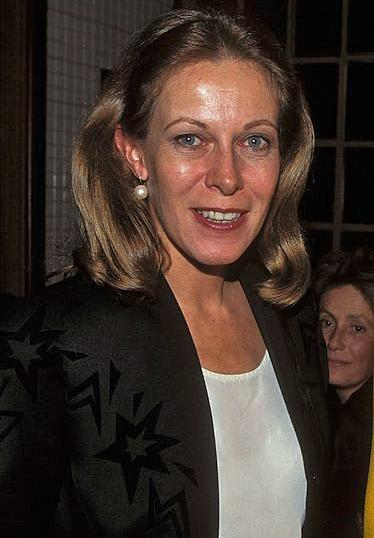
Claude Jade
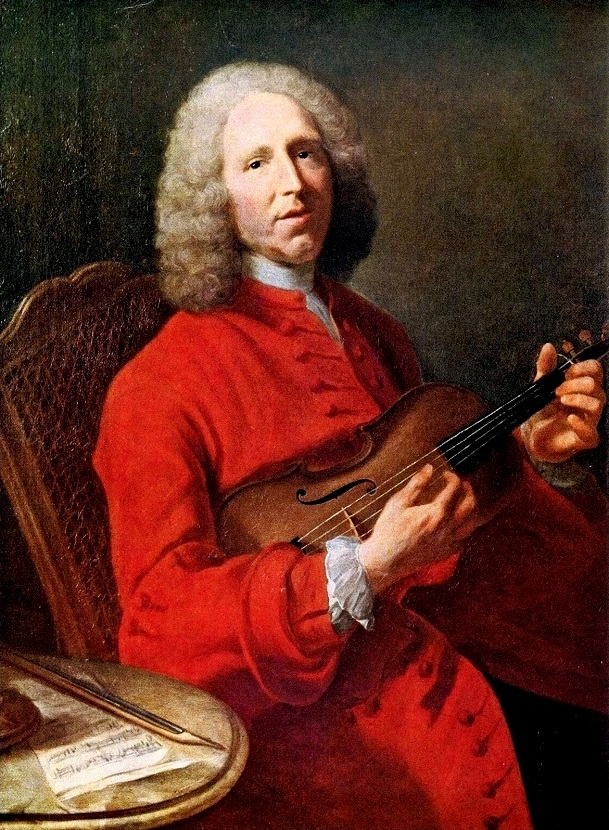
J.P.Rameau
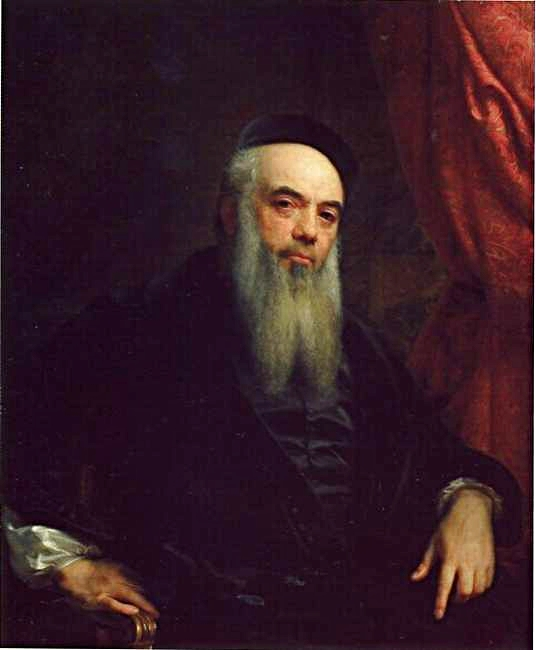
François Rude
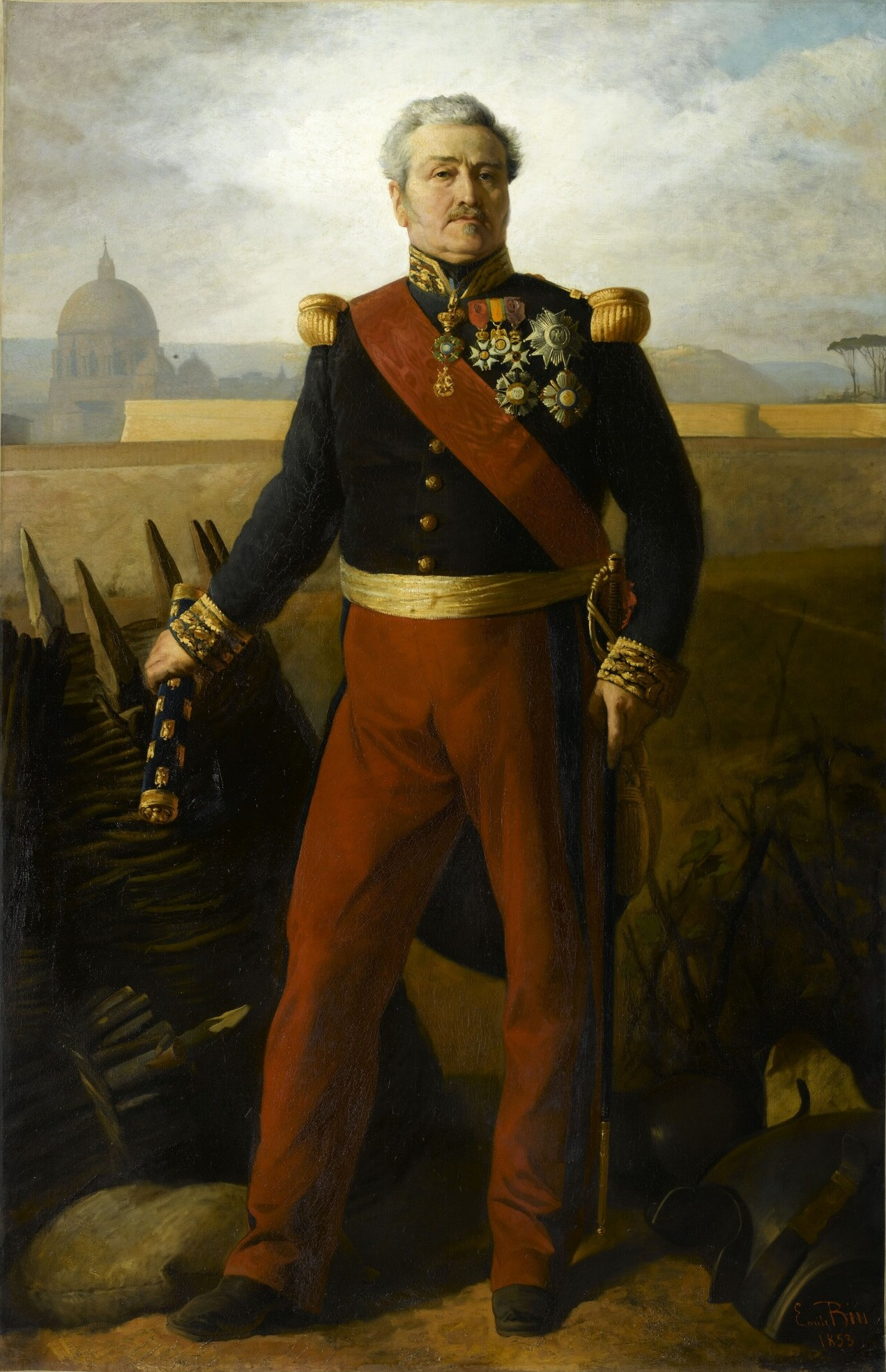
J.B.Vaillant

- Thoinot Arbeau, biên đạo múa, linh mục Công giáo
- Claude Balbastre, nhà soạn nhạc và chơi đàn ống (organist)
- Maurice Blondel, triết gia
- Jacques Bénigne Bossuet, nhà thần học, giám mục và nhà văn
- Étienne Cabet, nhà xuất bản, chính trị gia und nhà cách mạng
- Jeanne de Chantal, thánh của nhà thờ Công giáo
- Henry Darcy, kỹ sư
- Gustave Eiffel, kỹ sư
- Charles Gravier, comte de Vergennes, chính khách
- Roger Charles Louis Guillemin, nhà hóa sinh
- Heinrich von Burgund, bá tước của Bồ Đào Nha, người cha đầu của dòng họ Burgund
- Claude Jade, nữ diễn viên
- Karl der Kühne, công tước cuối cùng của Burgund
- Hugues-Bernard Maret, chính khách và là nhà xuất bản
- Edme Mariotte, nhà vật lý học
- Claude Louis Marie Henri Navier, nhà toán học und nhà vật lý học
- Johann Ohnefurcht, công tước của Burgund
- Pierre Kardinal Petit de Julleville, tổng giám mục của Rouen
- Philipp der Gute, công tước của Burgund
- Alexis Piron, luật gia và nhà văn
- Jean-Philippe Rameau, nhà soạn nhạc
- François Rude, nhà điêu khắc
- Gaspard de Saulx, seigneur de Tavannes, tướng lĩnh quân đội và là thống chế của Pháp
- Jean-Baptiste Vaillant, tướng và thống chế của Pháp